# Plectropygus mucoreus
Plectropygus mucoreus là một loài bọ cánh cứng trong họ Cerambycidae.